# Rohia, Maramureș
Rohia (în maghiară Rohi) este un sat ce aparține orașului Târgu Lăpuș din județul Maramureș, Transilvania, România.

## Istoric
Prima atestare documentară: 1325 (poss. Ruhy). 

## Etimologie
Etimologia numelui localității: dintr-un nume topic Rohie (< subst. rovină „groapă, adâncitură") + suf. top. -a. Sau der. din an¬tro¬ponimul (poreclă) Rohia „(cea) ciupită de vărsat”. 

## Demografie
La recensământul din 2011, populația era de 670 locuitori. 

## Așezare
Rohia este un sat din inima Țării a Lăpușului, regiune etno-culturală aflată în partea sudică a județului Maramureș. 
Localitatea este situată într-o zona depresionară de un rar pitoresc și este vestită mai ales pentru Mănăstirea Sf. Ana-Rohia, lăcaș de spiritualitate și important loc de pelerinaj ce i-a oferit adăpost gânditorului Nicolae Steinhardt.

## Așezământ monahal
Mănăstirea Rohia, o destinație favorită de pelerinaj, care a luat ființă în anul 1923. Ctitorul ei este preotul ortodox Nicolae Gherman din satul de la poalele "Dealului Viei - Rohia", deal pe care se găsește așezată mănăstirea. Preotul ctitor a zidit mănăstirea în memoria fiicei sale, Anuța, pe care a pierdut-o, fiind chemată la Domnul la vârsta de numai 10 anișori.

## Personalități
- Emilian Birdaș (1921-1996), episcop.
- Nicolae German (1877 - 1943), delegat la Marea Adunare Națională de la Alba Iulia 1918

## Galerie de imagini

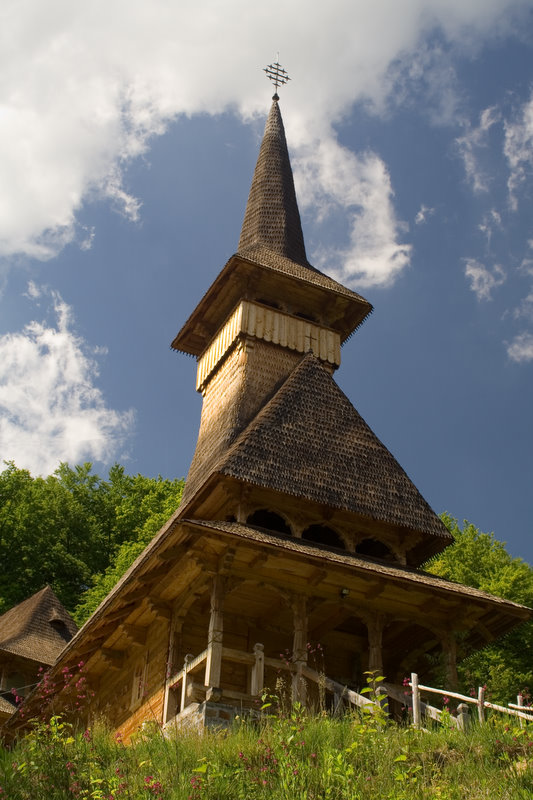
Mănăstirea Rohia